# Mariner's Mirror
The Mariner's Mirror est une revue académique trimestrielle publiée par la Society for Nautical Research au Royaume-Uni. Elle est fondée en 1911, résumée et indexée par Scopus.

## Éditeurs
- 1911-1912 - L.G. Carr Laughton
- 1913-1922 - R.C. Anderson
- 1923- ? - W.G. Perrin
- S. Ville
- M. Patrick
- M.S. Partridge